# Геращенко, Иван Абрамович
Иван Абрамович Геращенко (1920—1945) — сержант Рабоче-крестьянской Красной Армии, участник Великой Отечественной войны, Герой Советского Союза (1945).

## Биография
Иван Геращенко родился в 1920 году в крестьянской семье в деревне Новоклевка (ныне — Целиноградский район Акмолинской области Казахстана), возможно это село Новокиевка.
В 1939 году окончил Керченский металлургический техникум, после чего работал техником в прокатном цеху металлургического завода имени Войкова в Керчи. В 1940 году Геращенко был призван на службу в Рабоче-крестьянскую Красную Армию. С октября 1941 года — на фронтах Великой Отечественной войны. К апрелю 1945 года сержант Иван Геращенко был автоматчиком 694-го стрелкового полка 383-й стрелковой дивизии 33-й армии 1-го Белорусского фронта. Отличился во время форсирования Одера.
24 апреля 1945 года во время форсирования канала Одер-Шпрее Геращенко первый переправился на западный берег в районе города Мюльрозе и уничтожил 15 вражеских солдат и офицеров. Отвлекая вражеский огонь на себя, он обеспечил успешную переправу всего батальона. 25 апреля во время боя за населённый пункт Гросс-Риц в 6 километрах к северо-западу от города Бесков Геращенко первым прорвался в него и уничтожил вражеский пулемёт и 5 солдат противника, что способствовало успешному занятию Гросс-Рица. 28 апреля Геращенко погиб в бою за населённый пункт Керигк, уничтожив при этом 15 вражеских солдат. Похоронен в польском городе Цыбинка.
Указом Президиума Верховного Совета СССР от 31 мая 1945 года за «мужество, отвагу и героизм, проявленные в борьбе с немецкими захватчиками» сержант Иван Геращенко посмертно был удостоен высокого звания Героя Советского Союза. Также был награждён орденами Ленина, Отечественной войны 2-й степени, Славы 3-й степени и медалью.